# 洛雷特圣母院

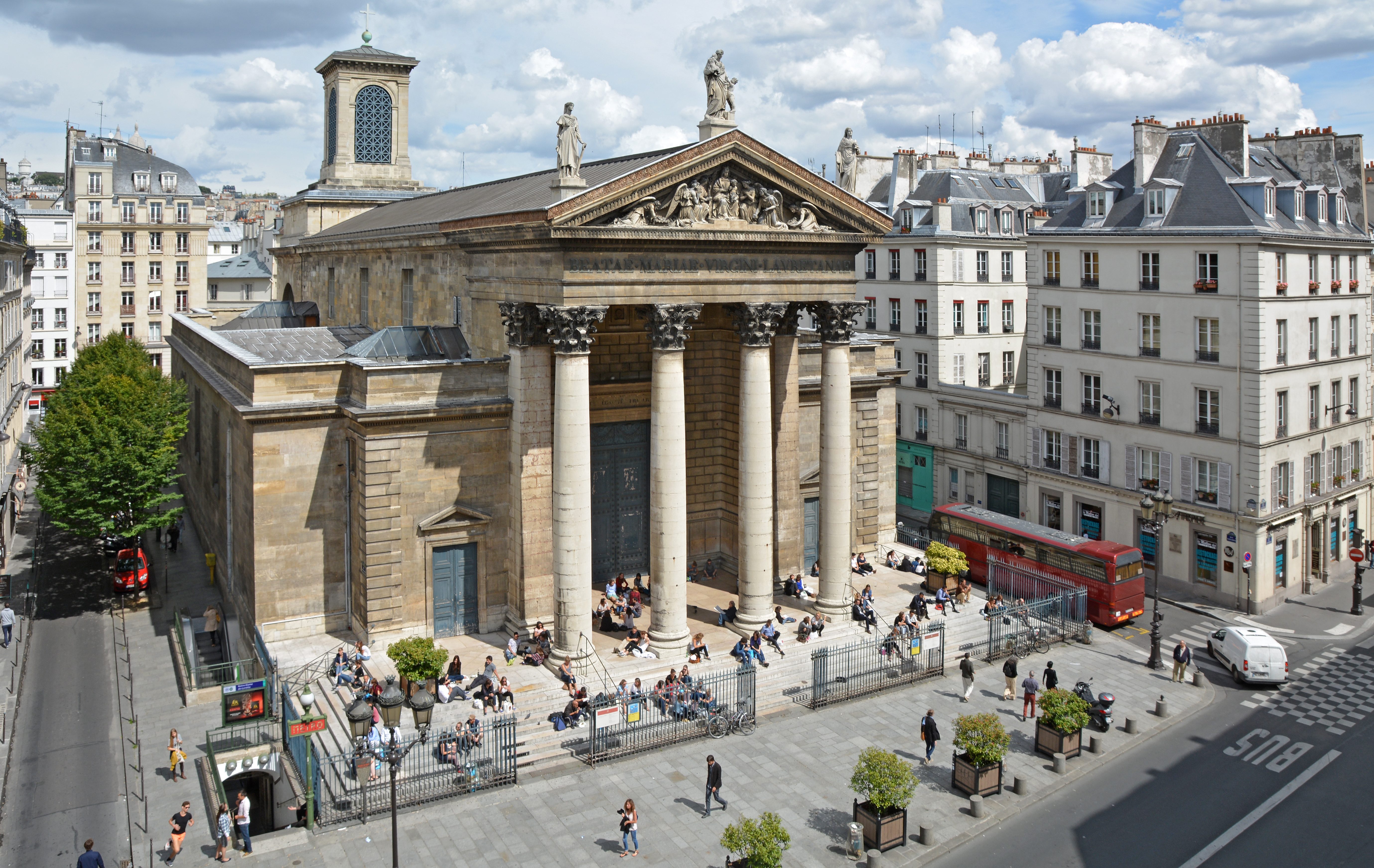
洛雷特圣母院

洛雷特圣母院（法语：Eglise Notre-Dame-de-Lorette）是巴黎第九区的一座教堂，新古典主义风格。

## 历史
该堂始建于1823年，路易十八在位期间，完成于1836年，路易-菲利普一世在位期间。
在附近的 rue Lamartine 54号，原有一座同名的小堂，在法国大革命期间被毁。1821年，计划重建洛雷特圣母院, 建筑师Louis-Hippolyte Lebas。该堂原计划朝向北面的蒙马特，但最后改为朝向南面的 rue Laffitte。
有两位法国文化名人是在洛雷特圣母院受洗：音乐家乔治·比才（1840年3月16日），和画家克劳德·莫奈（1841年5月20日）。

## 建筑

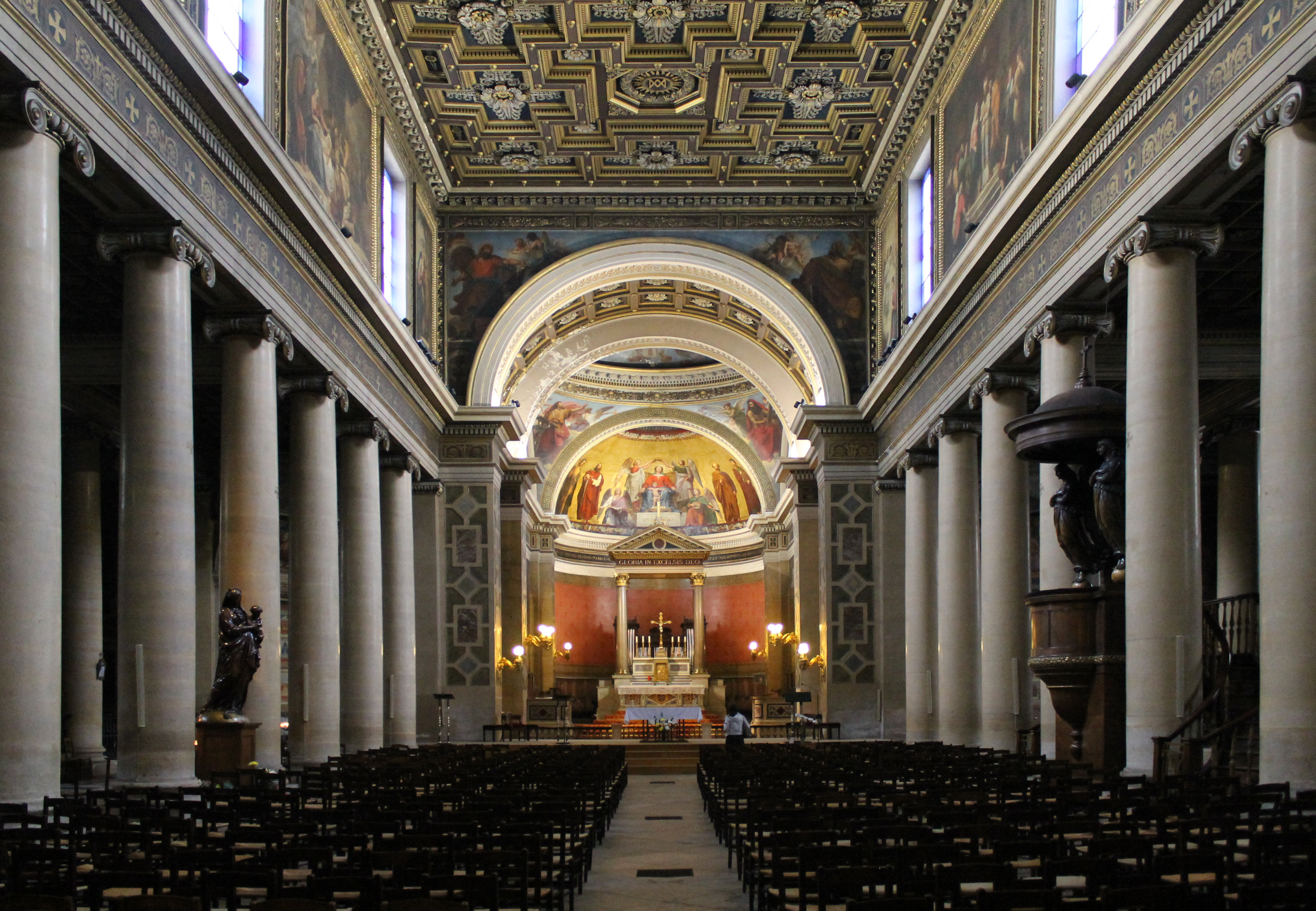
内部

该堂采用19世纪初流行的新古典主义风格。该堂不是在墙上悬挂装饰画，而是直接在墙上画壁画，类似罗马圣母大殿。
1902年，教堂大门的上方加上了法国的格言“自由、平等、博爱”。